# Epiphragma ocellare
Epiphragma ocellare ist eine Mücke aus der Familie der Stelzmücken (Limoniidae).

## Merkmale
Die Mücken erreichen eine Körperlänge von 10 bis 13 Millimetern. Ihr Körper ist beige-schwarz gefärbt. Das Mesonotum weist starke Borsten auf. Die Flügel der Mücken besitzen eine artspezifische und unverwechselbare schwarze Musterung. Nahe der Flügelspitze ist eine kreisförmige Zeichnung erkennbar. Die Flügellänge beträgt 9,5–12,5 mm. Die Flügel besitzen eine zusätzliche Querader zwischen Costa und Subcosta (Sc) Die Beine sind beige gefärbt. die Femora weisen zwei dunkle Ringe nahe dem apikalen Ende auf.

## Verbreitung
Die Art ist in der Paläarktis heimisch. Sie kommt in weiten Teilen Europas vor. Sie fehlt lediglich auf der Iberischen Halbinsel. In West-Kanada, in der Provinz British Columbia, wurde die Art offenbar eingeschleppt.

## Lebensweise
Den typischen Lebensraum der Mückenart bilden feuchte Wälder. Die Imagines beobachtet man von Anfang Mai bis Anfang Juni. Die Larven entwickeln sich in Totholz.

## Taxonomie
In der Literatur finden sich folgende Synonyme:
- Tipula ocellaris Linnaeus, 1761
- Tipula picta Fabricius, 1798
- Limnobia punctata Meigen, 1818
- Epiphragma ocellaris var. decolorata Lackschewitz, 1940